# لانچیا گاما-۲۰اج‌پی
لانچیا گاما-۲۰اج‌پی (Lancia Gamma-20HP) خودرویی است که در سال ۱۹۱۰ توسط شرکت لانچیا تولید شده‌است.
طراحی آن خودروهای موتور جلو-محور عقب بوده وزن آن در حالت طبیعی ۸۲۰ کیلوگرم (۱٬۸۰۸ پوند) است.
موتور آن ۳۴۵۶ سی‌سی سیستم جعبه‌دندهٔ آن ۴ دنده به صورت دستی است.